# Rode ogen

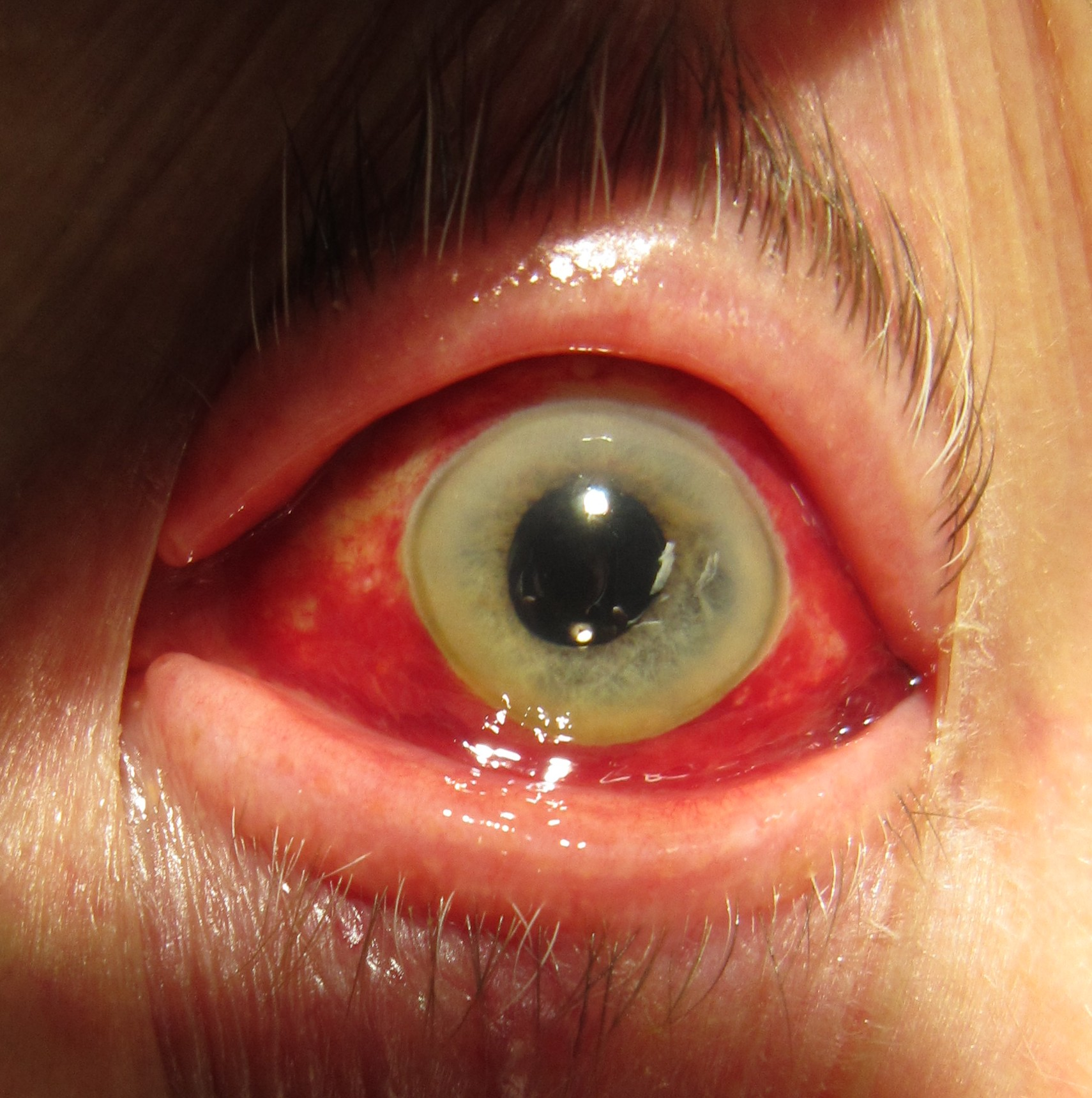
Een subconjunctivale bloeding

Rode ogen (of hyperemie van de ogen) is en term die in de oogheelkundige gebruikt om symptomen en klachten van dit verschijnsel te omschrijven. Meestal ontstaat een rood oog door uitzetting van bloedvaten (vasodilatatie), een bloeding in een van de delen van het oog, bijvoorbeeld in de conjunctiva.

## Diagnose
Verschijnselen bij rode ogen bestaan vaak uit:
- Visusverlies van de gezichtsscherpte.
- Oculaire hyperemie.
- Abnormaliteiten in de cornea zoals cornea-erosie, cornea-oedeem, ulcus corneae of keratitis.
- Verhoogde intraoculaire druk.

## Oorzaken en differentiaaldiagnose
De meestvoorkomende oorzaken van het verschijnsel rode ogen zijn bloedingen of uitzetting van het slijmvlies. 

### Aandoeningen van de oogleden
Veelvoorkomende aandoeningen met als gevolg rode ogen zijn:
- Blefaritis
- Hordeolum
- Chalazion

### Aandoeningen van de conjunctiva en het oogwit (sclera)
- Conjunctivitis met een allergische, virale of bacteriële oorzaak.
- Scleritis, vaak met een systemische oorzaak omdat dit zich in de diepere laag van het oog bevindt.
- Episcleritis
- Subconjunctivale bloeding van het oog, wat veel ernstiger lijkt dan het is.

### Aandoenigen van de cornea
- Keratitis met bijvoorbeeld een herpes-simplexdendriet in de cornea als oorzaak.

### Aandoeningen van de iris
- Rode ogen ontstaan vaak door inwendige infecties van het vaatvlies (uveïtis).
- Bij een bloeding in de voorste oogkamer kan bloed achterblijven in de vorm van een halve maan, wat een hyfeem wordt genoemd.
- Complicaties door neovascularisatie van de iris (rubeosis iridis), bijvoorbeeld door een infarct van het oog.

### Aandoeningen van de oogkas
- Orbitale aandoeningen zoals een preseptale of orbitale cellulitis: een zwelling van de oogleden.
- Uitpuiling van de oogleden (proptose), bijvoorbeeld door de ziekte van Graves.

Verder kan er sprake zijn van inwendige infecties, zoals een endoftalmitis.